# HTTPS Everywhere
HTTPS Everywhere est une extension libre de sécurité informatique pour navigateurs web éditée par l'Electronic Frontier Foundation (EFF) et Tor Project.

## Description
Si le serveur web autorise une connexion HTTPS, l'extension bascule le navigateur dans ce protocole de communication. Une version stable est disponible pour Mozilla Firefox (ordinateurs et mobiles), ainsi que pour les navigateurs Google Chrome, Chromium, Microsoft Edge et Opera.
Inspirée par l'usage croissant du protocole HTTPS par Google, son code reprend en partie l'implémentation de HTTP Strict Transport Security de NoScript, mais HTTPS Everywhere se veut plus simple à utiliser. L'EFF fournit un mode d'emploi sur les jeux de règles, ainsi que des informations sur les sites reconnus.
En 2011, deux chercheurs pointent des inconvénients de HTTPS Everywhere, mentionnant que certains services ne sont encore disponibles qu'en HTTP, que les services qui prennent en charge HTTPS ont besoin d'être maintenus et que certains services sont redirigés vers HTTPS (même s'il ne sont pas encore disponibles pour ce protocole), ne permettant pas à son utilisateur l'accès aux services. En 2012, Eric Phetteplace le décrit comme « peut-être la meilleure réponse aux attaques de type Firesheep disponible sur l'ensemble des plateformes ». Deux études, une en 2012 et l'autre en 2013, recommandent d'incorporer la fonctionnalité d'HTTPS Everywhere dans les navigateurs Android,. En 2014, une version a été publiée pour les téléphones Android.

## Versions
Le 8 août 2011 ; la version 1 de HTTPS Everywhere appelait 1 000 sites en HTTPS (nombre ayant vocation à être croissant,) assurant ainsi un chiffrement des données lors du transfert entre l'internaute et le serveur.
Le 13 juin 2015, il y a 18 121 sites dans la base de données de la version 5.0.5 de HTTPS Everywhere.

## Fin d'exploitation
L'extension est désactivée en 2022 car internet est déjà quasiment complètement chiffré, ce qui rend obsolète l'objectif initial de l'extension. 